# 根纳季·斯特列卡洛夫
根纳季·米哈伊洛维奇·斯特列卡洛夫（俄语：Геннадий Михайлович Стрекалов，1940年10月26日—2004年12月25日），苏联宇航员。

## 生平
1940年10月28日出生于莫斯科州梅季希。1960年至1965年就读于莫斯科鲍曼高等技术学院机械工程系。1964年开始在第一试验设计局工作，期间参与了联盟号飞船项目。1972年加入苏联共产党。
1973年，斯特列卡洛夫在工程师组入选苏联宇航员队伍。1976年9月，他是联盟22号飞船的替补人员。1978年至1979年，他参加了联盟T系列飞船的载人飞行训练。1980年10月，原定于参加联盟T-3任务的费奥克蒂斯托夫因健康原因被取消训练，斯特列卡洛夫替补了其位置。1980年11月27日至12月10日，斯特列卡洛夫执行了自己的第一次太空任务。
1983年4月20日，他作为飞行工程师，与季托夫和谢列布罗夫乘坐联盟T-8号升空。原计划与近地空间轨道运行的礼炮7号空间站对接。但是由于自动停靠和对接系统的天线未成功打开，地面飞行控制中心决定取消此次对接。这是自1979年联盟33号以来首次对接失败。他们于22日成功降落地面。1983年9月26日，他和季托夫原定于乘坐联盟T-10飞船再次执行任务，然而在拜科努尔航天发射场火箭点火后不久便起火，逃逸系统立刻启动将飞船带离至高空，随后发生爆炸。他和季托夫通过救援系统死里逃生，安全降落在发射台附近。
1984年4月3日，他作为飞行工程师，和指令长马雷舍夫以及印度人拉科什·沙尔马搭乘联盟T-11号飞船，成功与礼炮7号空间站对接。4月11日，三人搭乘联盟T-10号飞船成功返回地面。1990年8月1日，他与马纳科夫乘坐联盟TM-10前往和平号空间站。期间进行了一次太空行走任务。1990年12月10日与马纳科夫以及日本人秋山丰宽返回地面。
1995年3月14日，他和指令长弗拉基米尔·杰茹罗夫以及美国人诺曼·萨加德搭乘联盟TM-21号升空，与和平号空间站对接，执行第18次远征任务，期间进行了五次舱外活动，同年7月7日三人乘坐亚特兰蒂斯号航天飞机（STS-71）返回地球。
2003年9月26日，他和季托夫首次向俄罗斯《共青团真理报》披露了20年前（1983年9月26日）发生在拜科努尔航天发射场的航天事故。
2004年12月25日逝世。

## 统计
| #      | 往返载具          | 发射时间（UTC） | 着陆时间（UTC） | 时长总计              | 舱外活动次数 | 舱外活动时长 |
| ------ | ----------------- | --------------- | --------------- | --------------------- | ------------ | ------------ |
| 1      | 联盟T-3           | 1980年11月27日  | 1980年12月10日  | 12天19小时07分钟42秒  | 0            | 0            |
| 2      | 联盟T-8           | 1983年4月20日   | 1983年4月22日   | 2天00小时17分钟48秒   | 0            | 0            |
| 不適用 | 联盟T-10-1        | 1983年9月26日   | 1983年9月26日   | 5分钟13秒             | 0            | 0            |
| 3      | 联盟T-11/联盟T-10 | 1984年4月3日    | 1984年4月11日   | 7天21小时40分钟06秒   | 0            | 0            |
| 4      | 联盟TM-10         | 1990年8月1日    | 1990年12月10日  | 130天20小时35分钟51秒 | 1            | 2小时45分钟  |
| 5      | 联盟TM-21/STS-71  | 1995年3月14日   | 1995年7月7日    | 115天8小时43分钟      | 5            | 18小时59分钟 |
|        |                   |                 |                 | 268天22小时24分钟     | 6            | 21小时44分钟 |

舱外活动统计
| #      | 日期（UTC）    | 同伴                | 持续时长                       |
| ------ | -------------- | ------------------- | ------------------------------ |
| 1      | 1990年10月29日 | 根纳季·马纳科夫     | 2小时45分钟                    |
| 2      | 1995年5月12日  | 弗拉基米尔·杰茹罗夫 | 6小时08分钟（一说6小时15分钟） |
| 3      | 1995年5月17日  | 弗拉基米尔·杰茹罗夫 | 6小时52分钟（一说6小时42分钟） |
| 4      | 1995年5月22日  | 弗拉基米尔·杰茹罗夫 | 5小时15分钟                    |
| 5      | 1995年5月29日  | 弗拉基米尔·杰茹罗夫 | 0小时21分钟                    |
| 6      | 1995年6月2日   | 弗拉基米尔·杰茹罗夫 | 0小时23分钟                    |
| 总时长 | 总时长         | 总时长              | 21小时44分钟                   |

## 荣誉
- 苏联英雄（1980年12月10日、1984年4月11日）
- 列宁勋章（1980年12月10日、1984年4月11日）
- 三级祖国功勋勋章（1995年9月7日）
- 十月革命勋章（1990年12月10日）
- 拜科努尔荣誉市民（1980年）[9]